# رودریگو ملو (بازیکن فوتبال، زاده ۱۹۹۵)
رودریگو ملو (انگلیسی: Rodrigo Melo؛ زادهٔ ۲۴ سپتامبر ۱۹۹۵) بازیکن فوتبال است.